# 鹿野大仏
鹿野大仏（ろくやだいぶつ、別表記：鹿野大佛）は、日本の東京都西多摩郡日の出町平井に所在する塩澤山寶光寺（えんたくざん ほうこうじ）境内の、鹿野山に造立された大仏である。銅造釈迦如来坐像。2018年（平成30年）4月造立。総高18メートル、像高約12メートル。

## 歴史

### 寶光寺
鎌倉時代以来、武蔵国多西郡平井郷塩澤（現・東京都西多摩郡日の出町平井塩沢）には、源頼朝にゆかりある天台宗の菩提院があったが、戦国時代の曹洞宗大和尚・以船文済（いせん ぶんさい。1457-1547年）は、天文8年（ユリウス暦換算:1539年）に甲斐国（現・山梨県）の妙亀山広厳院（こうごんいん）の住持になった後、平井郷塩澤にては、頼朝ゆかりの菩提院を曹洞宗に改宗せしめ、塩澤山寳光寺（宝光寺）を開山した。宝光寺は、開山以来、曹洞宗でありながら、宗派本来の釈迦如来ではなく聖観世音菩薩を本尊としてきたが、これは前身たる菩提院の本尊をそのまま引き継いできたが所以である。

### 大仏発願
当寺の諸堂は、江戸時代から明治時代にかけての度重なる火災で焼失していたが、昭和後期の八坂昭道住職（32世住職）は、七堂伽藍を整備する大事業を成し遂げた後、当寺の属する西多摩を仏教の発信地にしようと考え、釈迦如来の大仏の造立を誓願した。しかし、昭道は曹洞宗東京都宗務所長在任中の1995年（平成7年）に急逝し、その遺志は替わって33世住職となった長男・良秀に引き継がれることとなる。
その後、良秀が計画をただちに具体化することは無かったが、2011年（平成23年）3月11日に発生した東日本大震災で仲の良かった友人（修行仲間）を亡くしたことをきっかけに、寺院経営の厳しいなか、檀信徒から勧募することもなく事業を進めようとした。これに対して檀信徒のなかからは「造立に協力したい」という声も湧き上がったという。

### 大仏造立
2013年（平成25年）、寺は総代会で大仏造立事業の建設委員会を発足させた。大仏を含む寺院建築としての設計と施工は、翠雲堂（本社所在地：東京都台東区元浅草）が行った。仏像本体は、鋳造と運搬の容易な組み立て方式で造られることになり、先駆けて2015年（平成27年）に縮尺10分の1の塑像（粘土模型）が完成した。その後、塑像を基に石膏で実寸大の原型を仕上げると、この原型を部分ごとに分解して鎔笵（鋳型）とし、山形鋳物で有名な山形市内の鋳造業者に発注した。そうして成形された鋳物の各部分は宝光寺に搬入され、2017年（平成29年）秋から組み立てが始まった。像が完成するまでの一連の作業には1000年前の技術が用いられ、約100名の職人が携わった。
大仏の完成は2018年（平成30年）3月頃とされていたが、予定よりも早く2月9日に完成した。鹿野山（鹿野大仏）特別事前公開は同年4月11日であった。鹿野山（鹿野大仏）全貌公開は、2018年（平成30年）10月10日を予定していたが、許可申請の関係で公開準備に遅延が生じた。
銅合金で造られた大仏は、天日と雨風に曝されるうちにやがては緑青を発し、青緑色となる。仏像と台座（蓮華座と八角台座からなる）を合わせた総高は約18メートル。総工費は仏像と蓮華座だけで約4億円。

## 施設情報
- 発願者 - 32世住職・八坂昭道：大仏開眼時の住職である八坂良秀（開眼当時64歳[4]）の、父にあたる先代住職。
- 造立者 - 塩澤山寳光寺（宝光寺）：曹洞宗寺院。東京都西多摩郡日の出町平井3392に所在。
- 造立地 - 鹿野山[1]（ろくやさん）中腹：日の出町平井3392地先。宝光寺から裏に続く山道を約1キロメートル行った所にある。鹿野山は本堂の裏にある山で、無名であったのを、大仏造立にあたって寺が命名した[1][2]。山名の由来は2つあって、1つ目は寺の敷地内に今でも跡地が見られる薬湯である[1][2]。その名を「鹿湯/鹿の湯」といい、開山当初から明治初頭までの長年に亘って湧出し、鹿湯大権現を信仰する湯治場として賑わっていたという[1][2]。その源泉がこの山にあったということである[1][2]。2つ目は、釈迦が悟りを拓いた地として有名なサールナート（鹿野苑）にある[1][2][* 4]。つまり、「鹿野山」と「鹿野大仏」の名は同時に生まれている。
- 設計者・施工者 - 翠雲堂[8]。
- 起工 -
- 竣工（落成） - 2018年（平成30年）2月9日[12]。
- 開眼法要 - 2018年（平成30年）4月10日。檀家公開。
- 特別事前公開 - 2018年（平成30年）4月11日。
- 全貌公開 - 2018年（平成30年）10月10日（予定）。
- 構成 - 山腹の造成された丘に八角台座が設けられており、それを基盤として蓮華座に釈迦如来像が坐す。総高（仏像＋台座〈蓮華座＋六角台座〉の垂直高）は約18メートル[2]、左右幅および前後幅は約15メートル。
  - 仏像 - 銅造釈迦如来坐像[1]：唐金製（銅合金製）。光背は無し。印相は禅定印。像高 約12メートル[1][2]、横幅 約11メートル[2]。耳の長さは約2メートル[13]。現存する坐仏としては、東大寺大仏（像高 約14.7メートル）に次ぐ国内第2位の大きさで、鎌倉大仏（像高 約11.39メートル）は鹿野大仏の完成によって第3位に順位を下げた。
  - 蓮華座（台座上層） - 唐金製（銅合金製）。高さ約3メートル、直径 約14メートル。[2]
  - 八角台座（台座下層） -  高さ約3メートル、左右幅および前後幅は約15メートル。[2]
- 総工費 - 仏像および蓮華座の合計額 約4億円[2]。
- 拝観料金 - 大人（中学生以上）300円、小人（小学生）100円。料金所の受付は午後4時まで。
- 駐車料金 - 無料。
- 付属施設 - 参詣道と休憩所は未整備（整備予定あり）。
- 参拝時間 - 午前9時00分～午後4時30分。※駐車場入口は午後4時15分閉門。
- ペット入山  - 西参道口から先へのペットの入山は禁止（2018年〈平成30年〉4月27日より）。
- 公共交通機関によるアクセスは、JR青梅線福生駅もしくはJR五日市線武蔵五日市駅より路線バス利用[14]。